# Sitana
Genre
Sitana est un genre de sauriens de la famille des Agamidae.

## Répartition
Les 10 espèces de ce genre se rencontrent en Asie du Sud.

## Liste des espèces
Selon The Reptile Database (12 juin 2017) :
- Sitana bahiri Amarasinghe, Ineich & Karunarathna, 2015
- Sitana devakai Amarasinghe, Ineich & Karunarathna, 2015
- Sitana fusca Schleich & Kästle, 1998
- Sitana laticeps Deepak & Giri, 2016
- Sitana marudhamneydhal Deepak, Khandekar, Varma & Chaitanya, 2016
- Sitana ponticeriana Cuvier, 1829
- Sitana schleichi Anders & Kästle, 2002
- Sitana sivalensis Schleich, Kästle & Shah, 1998
- Sitana spinaecephalus Deepak, Vyas & Giri, 2016
- Sitana visiri Deepak, 2016

## Publication originale
- Cuvier, 1829 : Le Règne Animal distribué, d'après son organisation, pour servir de base à l'Histoire Naturelle des Animaux et d'introduction à l'Anatomie Comparé. Nouvelle Édition. Les Reptiles. Déterville, Paris, vol. 2, p. 1-406 (texte intégral)